# Xylorhiza pilosipennis
Xylorhiza pilosipennis là một loài bọ cánh cứng trong họ Cerambycidae.